# 林凪沙
林凪沙（HAYASHI Nagisa，1986年8月29日—），岐阜縣出生，日本女子曲棍球運動員，亦為日本國家女子曲棍球隊成員。畢業於鵜沼中学校、岐阜女子商業高校及立命館大学。2009年起加入索尼公司，並為旗下HC BRAVIA Ladies曲棍球隊成員，在2016年賽季後退役。

## 簡歷
2010年11月，林凪沙代表日本出戰廣州亞運會，參加曲棍球比賽，奪得銅牌。
2016年，林凪沙代表日本出戰巴西里约热内卢舉行的奥林匹克运动会女子曲棍球比賽。日本隊最終排名小组第五位，無緣晉級。